# Martha Laurens Ramsey
Martha Laurens Ramsey, née en 1759 et morte en 1811, est une agronome américaine.